# Funcom
Funcom Productions A/S es una empresa noruega desarrolladora de Videojuegos, especializada en juegos en línea. Sus juegos masivos multijugador en línea de rol (MMORPG por sus siglas en inglés) más conocidos son Age of Conan, Anarchy Online, y además la saga de aventuras The Longest Journey.
La sede principal de la compañía se encuentra en Oslo. Además Funcom tiene oficinas en los Estados Unidos, China, y Suiza.

## Historia
Funcom fue fundada en 1993 por Erik Gloersen, Tyr Neilsen, Andre Backen, Gaute Godager y Olav Mørkrid, la compañía es una de las empresas independientes líder en Europa en desarrollo y publicación. La empresa se centra principalmente en los juegos para PC, pero también han publicado juegos para otras consolas como Sega Mega Drive/Genesis, Super NES, Sega Saturn y Xbox.
En diciembre de 2005, Funcom era la primera desarrolladora de videojuegos Noruega listada en el Oslo Stock Exchange.
El 14 de marzo de 2007, la compañía abandono la tradicional distribución "offline" (e.j. en CD) a favor de la Distribución Digital completamente. La principal razón para tomar esta decisión, fueron las perdidas financieras debido a la Piratería.
El 21 de agosto de 2008, Funcom despidió a la mitad de su departamento de Servicio al Cliente ubicado en Durham, Carolina del Norte. El 22 de noviembre de 2008, terceras partes reportaron que Funcom echó adicionalmente al 70% del personal de su departamento en Estados Unidos, posiblemente poniendo en peligro los futuros lanzamientos.
El 17 de septiembre de 2008, Gaute Godager abandono Funcom, declarando que no estaba satisfecho con ciertos elementos de Age of Conan, que dirigió. Craig Morrison toma la dirección de AoC.

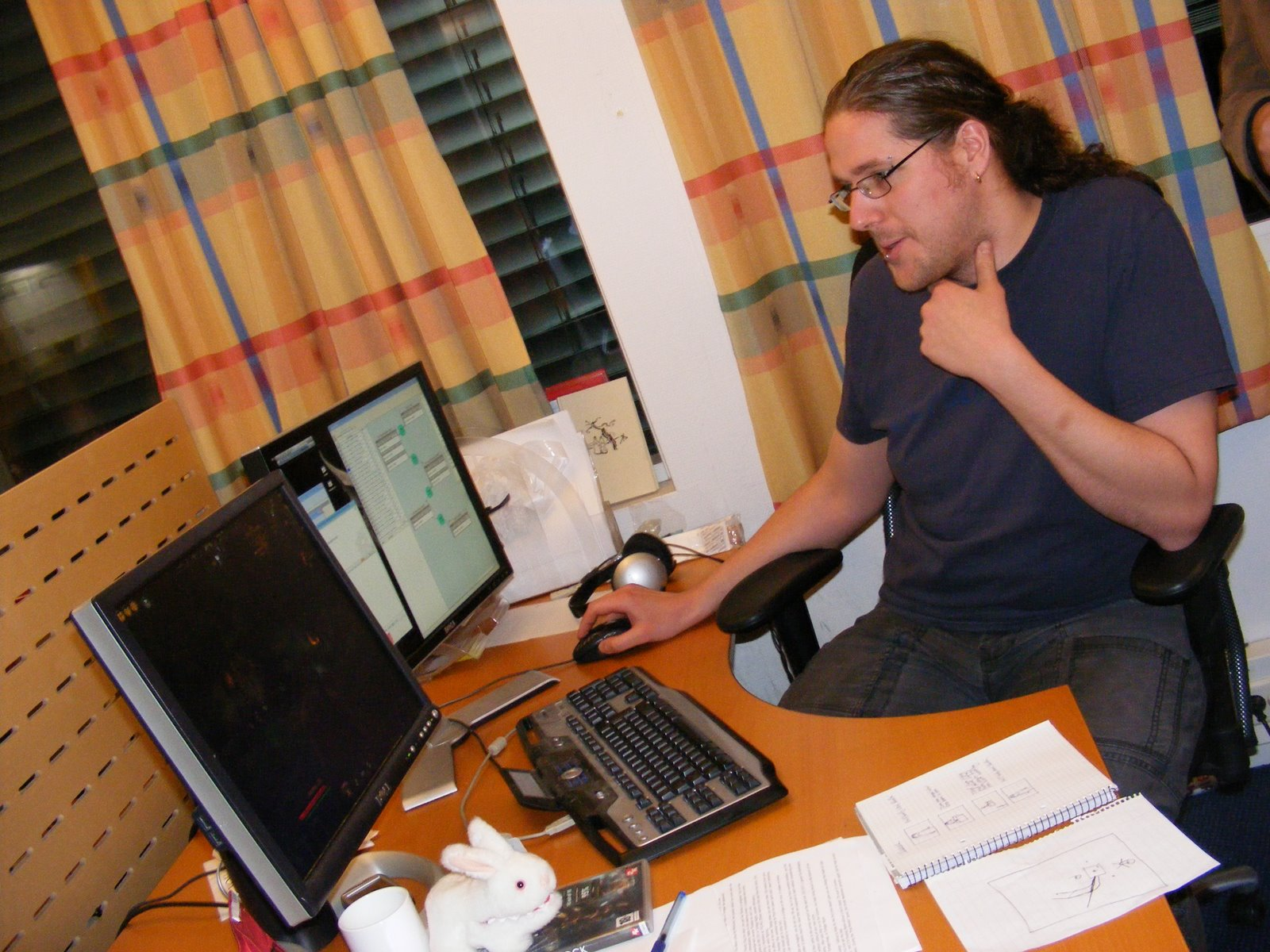
Desarrollador de Funcom trabajando en el desarrollo del videojuego Age of Conan.

En 23 de febrero de 2009, Funcom reportó pérdidas financieras de alrededor de 23 millones de dólares en el cuarto de  2008. El inexitoso lanzamiento de Age of Conan se citó como la razón de la fuerte caída. El jefe analista de DnB NOR, Fredrik Thoresen, estimó que 100.000 suscriptores jugaban a este juego en el momento del informe, muy por debajo de las expectativas de Funcom, aunque estos datos no fueron confirmados por la propia Funcom.

## Juegos más conocidos
The Longest Journey, producido por Ragnar Tørnquist, fue muy bien recibido tanto por los críticos, como por los propios usuarios. El juego fue publicado en un total de 8 idiomas: Inglés, Español, Noruego, Francés, Alemán, Sueco, Ruso, y Polaco. El juego fue también publicado en otros países, pero principalmente en países de habla Inglesa.
Anarchy Online es un aclamado juego en línea, específicamente MMORPG, con 20 premios internacionales. Funcom publicó varias expansiones; The Notum Wars, Shadowlands, Alien Invasion, Lost Eden, y Legacy of The Xan. El fundador Gaute Godager fue el primer Director de Juegos, antes de que Marius Enge publicara Alien Invasion y se hizo cargo de la publicación de Shadowlands. Sin embargo, poco tiempo después de la publicación de Alien Invasion, Morten Byom fue escogido para ese puesto. Después, a poco tiempo de la publicación de la expansión Lost Eden, Byom se trasladó al equipo encargado de Age of Conan, y fue sucedido como Director de Juegos por Craig Morrison, más conocido como "Silirrion". Seguido del juego, un libro ha sido escrito sobre la prehistoria acerca del planeta y también un CD con la Banda Sonora ha sido lanzado.

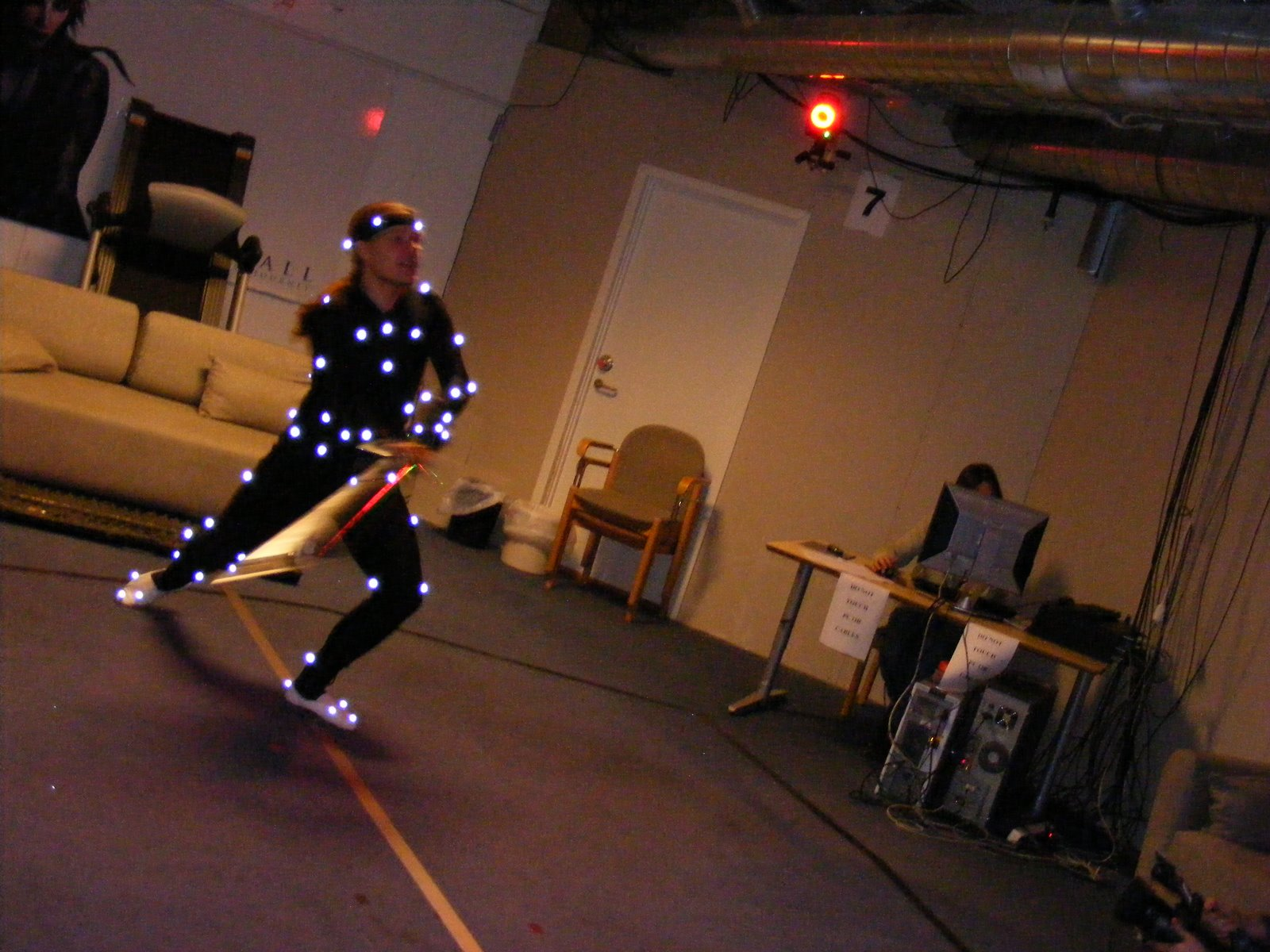
Estudio Motion Capture de Funcom durante el desarrollo de Age of Conan.

En la primavera de 2006, la compañía publicó la secuela del aclamado The Longest Journey para Xbox y PC, titulada Dreamfall.
Funcom también ha desarrollado un videojuego de acción en línea RPG para PC y videoconsolas titulado Age of Conan: Hyborian Adventures. Este producto utiliza la licencia de franquicia Conan el Cimmerio Conan the Cimmerian. La versión para PC de este juego fue lanzada en 20 de mayo de 2008, y la versión para Xbox 360 está planeada para el 2009.
El desarrollo de su siguiente MMO (llamado The Secret World) fue anunciado el 5 de noviembre de 2007. 

## Juegos Publicados
| Título                            | Publicación | Género            | Plataformas                  | Notas                          |
| --------------------------------- | ----------- | ----------------- | ---------------------------- | ------------------------------ |
| Dune: Awakening                   | 2025        | MMORPG            | PC                           |                                |
| Age of Conan: Hyborian Adventures | 2008        | Acción Aventura   | PC, Xbox 360                 |                                |
| Anarchy Online                    | 2001        | MMORPG            | PC                           |                                |
| Casper                            | 1996        | Puzle Aventura    | Sega Saturn                  |                                |
| CMX                               | 1999        | Juego de carreras | PlayStation                  | Desarrollado por Funcom Dublin |
| Daze Before Christmas             | 1994        | Acción            | Genesis/SNES                 |                                |
| A Dinosaur's Tale                 | 1994        | Aventura          | Genesis                      |                                |
| Disney's Pocahontas               | 1996        | Aventure          | Genesis                      |                                |
| Dragonheart: Fire & Steel         | 1996        | Acción            | PC, PlayStation, Sega Saturn |                                |
| Dreamfall: The Longest Journey    | 2006        | Aventura          | PC, Xbox                     |                                |
| Dreamfall Chapters                | TBA         | Aventura          | PC, Xbox 360 (?)             |                                |
| Fatal Fury Special                | 1994        | Fighting          | Sega CD                      | Portado por Funcom             |
| The Longest Journey               | 2000        | Aventura          | PC                           |                                |
| Midgard                           | Cancelado   | MMORPG            | PC                           |                                |
| NBA Hangtime                      | 1997        | Sports            | Genesis                      |                                |
| Nightmare Circus                  | 1996        | Acción            | Genesis                      |                                |
| No Escape                         | 2000        | Shooter           | PC                           |                                |
| Samurai Shodown                   | 1993        | Fighting          | Sega CD                      | Portado por Funcom             |
| The Secret World                  | TBA         | MMORPG            | PC, Xbox 360                 |                                |
| Speed Freaks                      | 1999        | Juego de carreras | PlayStation                  | Desarrollado por Funcom Dublin |
| Steel Rebellion                   | Cancelado   | Estrategia        | PC                           |                                |
| Winter Gold                       | 1996        | Sports            | SNES                         |                                |